# Milton Coimbra
Milton Coimbra Sulzer (* 4. Mai 1975 in Santa Cruz de la Sierra) ist ein ehemaliger bolivianischer Fußballspieler. Der Stürmer wurde 2001 bolivianischer Meister und absolvierte für Bolivien 43 Länderspiele, in denen er sieben Tore erzielte.

## Karriere

### Verein
Milton Coimbra, auch unter dem Spitznamen Búfalo (dt. Büffel) bekannt, begann seine Karriere 1994 beim CD Guabirá. Danach spielte der Stürmer von 1995 bis 2002 bei Oriente Petrolero und wurde 1996 bis 1997 an den argentinischen Klub CA Lanús ausgeliehen. Bei Oriente Petrolero stieg er zur Legende auf, indem er 122 Tore in 223 Ligaspielen für den Klub erzielte und 2001 die Meisterschaft mit dem Klub aus seiner Heimatstadt Santa Cruz de la Sierra gewann.
Ab 2002 spielte Coimbra in verschiedenen Ländern auf unterschiedlichen Kontinenten. Beginnend in Mexiko bei Club Puebla und UAT Correcaminos wechselte er über den Klub Ras Al Khaimah Club aus den Vereinigten Arabischen Emiraten, für den er kein Spiel absolvierte, nach Europa zum griechischen Verein Ionikos Nikea. 2006 stand der Offensivspieler bei Beijing Guoan in China unter Vertrag. 2007 wechselte Coimbra zum chilenischen Klub CD O’Higgins, bei dem er mit seinem Landsmann José Alfredo Castillo spielte.
Noch 2007 kehrte Milton Coimbra zu Oriente Petrolero zurück, bei dem er Mitte 2009 nach einer Leihe in 2008 zum CD Guabirá seine Karriere beendete.

### Nationalmannschaft
Milton Coimbra debütierte im April 1996 für die Nationalmannschaft bei der 1:3-Niederlage in der WM-Qualifikation gegen Argentinien. Neben Freundschaftsspielen und weiteren Qualifikationsspielen nahm er an drei Südamerikameisterschaften teil. Die erfolgreichste war die Copa América 1997 im eigenen Land, als Bolivien nach drei Siegen in der Gruppenphase Kolumbien und Mexiko im Viertel- und Halbfinale bezwang. Im Finale unterlagen die Verdes Rekordweltmeister Brasilien. Coimbra spielte die drei Gruppenspiele, im Auftaktspiel gegen Venezuela gelang ihm sogar das einzige Tor des Spiels, und er wurde bei der 1:3-Niederlage im Finale in der 74. Spielminute für Jaime Moreno eingewechselt.
Bei der Copa América 1999 wurde Coimbra nur beim 0:0-Unentschieden gegen Paraguay kurz vor Spielende eingewechselt. Bolivien schied nach zwei Unentschieden und einer Niederlage als Gruppendritter aus dem Turnier aus. Bei der Copa América 2001 erging es Bolivien und Coimbra noch schlechter. Bolivien schied als Gruppenletzter ohne Punkt und ohne Tor aus, Coimbra stand bei der 0:1-Auftaktniederlage gegen Uruguay in der Startelf und wurde in der 73. Spielminute ausgewechselt. Im zweiten Gruppenspiel gegen Honduras, in dem Bolivien mit 2:0 verlor, wurde Coimbra in der 66. Spielminute eingewechselt, log jedoch nach 15 Minuten mit der roten Karte vom Platz. So fehlte er im dritten Gruppenspiel gesperrt.
Das letzte Länderspiel absolvierte Coimbra bei der 1:4-Niederlage gegen Paraguay im Juni 2005 während der WM-Qualifikation, als er für Enrique Parada nach der Halbzeitpause eingewechselt wurde. Coimbra kommt somit auf 43 Spiele im Trikot der bolivianischen Nationalmannschaft, in denen er sieben Tore erzielte.

## Erfolge
CA Lanús
- Copa Conmebol: 1996

Oriente Petrolero
- Bolivianischer Meister: 2001